# Balantiopsidaceae
Balantiopsidaceae es una familia de hepáticas del orden Jungermanniales. Tiene los siguientes géneros:

## Taxonomía
Balantiopsidaceae fue descrita por Takenoshin Nakai.

## Géneros
- Acroscyphella
- Balantiopsis
- Isotachis
- Neesioscyphus
- Pseudisotachis
- Ruizanthus